# シーグラス (ストレイテナーの曲)
「シーグラス」は、ストレイテナーの21枚目のシングル。2016年4月20日にユニバーサルミュージックから発売された。

## 概要
- 前作『DAY TO DAY』から約5カ月ぶりのシングル。
- オリジナルアルバム『COLD DISC』収録。
- トリビュート盤『PAUSE 〜STRAIGHTENER Tribute Album〜』ではback numberがカバーしている。
- 人気曲であり、2018年のベストアルバム発売に際した人気投票では第2位に輝いた。

## 収録曲

### CD
（全作詞・作曲：ホリエアツシ）
1. シーグラス
2. DSCGRPHY [DECADE DISCO MIX]
3. シーグラス -instrumental-
4. DSCGRPHY [DECADE DISCO MIX] -instrumental-

### DVD
Special Talk & Acoustic LIVE 'STRAIGHDINNER' 2016.01.24 at Billboard Live TOKYO
1. TOWER
2. Phantasien
3. Starless Coaster
4. CLONE
5. Toneless Twilight
6. NO 〜命の跡に咲いた花〜
7. DAY TO DAY
8. 彩雲
9. Lightning